# Pamela Branch
Pour les articles homonymes, voir Branch.
Pamela Branch, née Pamela Byatt en 1920 à Ceylan, l'actuel Sri Lanka, et décédée en 1967, est une auteure britannique de roman policier.

## Biographie
Elle est née dans la plantation de thé de ses parents dans une région isolée du Ceylan.  Son père, Leslie George Byatt, est directeur de Bois Bros. & C°., Ltd., une importante compagnie de culture et d’exportation de thé, café et cacao.
Enfant, Pamela Byatt quitte ses parents chaque année pendant la saison scolaire pour fréquenter des établissements privés du Sud de l’Angleterre. Elle parachève son éducation en étudiant les arts à Paris, puis le théâtre au Royal Academy of Dramatic Art.  Elle joue dans une adaptation moderne de Hamlet de William Shakespeare et retourne au Ceylan, sa fortune ne lui donnant aucune nécessité de persévérer dans la carrière de comédienne. À cet égard, elle ne doit pas être confondue à l’actrice américaine Pamela Branch.
Elle réside au Cachemire pendant trois ans. Elle fait des randonnées à cheval l’été et du ski l’hiver, et s’adonne à la chasse à la carabine et au faucon. Elle élève également des chevaux de courses, fait de la peinture murale et apprend l’ourdou. Elle rencontre et épouse son premier mari, Newton Branch, à la fin des années 1940 ou au tout début des années 1950. Le couple retourne au Ceylan et élit domicile dans un ancien monastère orthodoxe qui surplombe la mer. C’est là que Pamela Branch, tout comme son mari, s’essaie à l’écriture.  La tentative de son mari donne quelques livres pour jeunes garçons, alors qu’elle fait publier son premier roman policier Bienvenue au club en 1951, une œuvre qui, comme tous les autres de l'auteur, contient une bonne dose d'humour. Au début de cette même année, le couple loue un appartement à Londres dans le quartier de Kensington.  L’atmosphère pesante et dépressive de la capitale anglaise d’après-guerre inspire à la jeune auteur le cadre d'un second roman policier : pendant l’été, Pamela Branch s’installe dans un petit cottage de pêcheur en Irlande où elle entreprend et achève Un lion dans la cave (1951).
Pendant que son mari siège à divers comités, dont le bureau de la Censure cinématographique britannique, elle décroche quelques petits rôles de figuration dans une poignée de films.  Le couple continue de beaucoup voyager et, en dépit de ces déplacements incessants, Pamela Branch parvient à écrire un troisième roman Comme un lundi (1954), où apparaît de nouveau, après Bienvenue au club, le détective amateur Clifford Flush. Ce roman est dédié à Christianna Brand, une grande amie du couple.
Vers 1958, un peu avant ou après la publication de La Mort et sa petite sœur, le dernier roman policier de Pamela, les Branch divorcent.  Pamela contractera un second mariage en juillet 1962 avec le commandant James Edward Stuart-Lyon. En 1964, elle adapte son roman Comme un lundi pour le théâtre avec la collaboration de Philip Dale, pièce qui sera montée au Civic Theatre de Chelmsford en octobre 1964.
Elle meurt d’un cancer en 1967.

## Œuvre

### Romans

#### SérieClifford Flush
- The Wooden Overcoat (1951) Publié en français sous le titre Bienvenue au club, Paris, Librairie des Champs-Élysées, Le Masque no 2259, 1996
- Murder Every Monday (1954) Publié en français sous le titre L’ai-je bien descendu ?, Paris, Plon, coll. Nuit blanche no 27, 1963 ; réédition, Paris, Presses de la Cité, coll. Punch no 77, 1974 ; réédition sous le titre Comme un lundi, Paris, Librairie des Champs-Élysées, Le Masque no 2161, 1993

#### Autres romans
- Lion in Cellar (1951) Publié en français sous le titre Un lion dans la cave, Paris, Plon, coll. Nuit blanche no 10, 1962 ; réédition, Paris, Presses de la Cité, coll. Punch no 50, 1971 ; réédition, Paris, Librairie des Champs-Élysées, Le Masque no 2131, 1993
- Murder’s Little Sister (1958) Publié en français sous le titre La Mort et sa petite sœur, Paris, Librairie des Champs-Élysées, Le Masque no 2218, 1995

### Théâtre
- Murder Every Monday (1964), adaptation du roman homonyme.